# Li Congke
Li Congke (chiń. upr. 李从珂; chiń. trad. 李從珂; pinyin Lǐ Cóngkē; ur. 885, zm. 937) – cesarz chiński z Późniejszej dynastii Tang, ostatni przedstawiciel tej dynastii.
Został adoptowany przez Li Siyuana, drugiego władcę z Późniejszej Tang. Tron odziedziczył jego przyrodni brat Li Conghou, którego obalił w 934 i sam objął władzę. Był ostatnim władcą z Późniejszej dynastii Tang. W 937 roku został pokonany przez Shi Jingtanga, który zdobył jego stolicę korzystając z wojsk kitańskich. Odebrał sobie życie w tym samym dniu podpalając pałac.